# Luis Carlos Chía
Luis Carlos Chía Bermúdez (Soacha, Colombia, 18 de febrero de 1997) es un ciclista profesional colombiano. Desde 2024 corre para el equipo Continental chino Huansheng-SCOM-Taishan Sport Cycling Team.

## Palmarés
2015
- 1 etapa de la Vuelta del Porvenir de Colombia

2019
- 1 etapa del Clásico RCN
- 1 etapa de la Clásica de Girardot
- 1 etapa de la Clásica Aguazul

2020
- 2 etapas de la Clásica Rionegro

2021
- 1 etapa de la Vuelta al Tolima
- 1 etapa de la Vuelta a Colombia

2022
- 2 etapas de la Vuelta a Colombia

2023
- 1 etapa de la Vuelta a Extremadura
- 1 etapa del Tour de Binzhou
- 1 etapa de la Trans-Himalaya Cycling Race

2024
- 1 etapa de la Trans-Himalaya Cycling Race

## Equipos
- Manzana Postobón Team (2017)
- Av-Villas (2018)
- Manzana Postobón Team (2019-05.2019)
- Liga Cundinamarca Indeportes-Néctar (06.2019-12.2019)
- Colnago CM Team (2021)[2]
- Huansheng-SCOM-Taishan Sport Cycling Team (2024)